# Fabiana da Silva Simões
Fabiana da Silva Simões, (más conocida como Fabiana Simões o simplemente Fabiana) (4 de agosto de 1989, Salvador de Bahía, Brasil). Es una futbolista profesional brasileña. Juega como lateral derecho y su actual equipo es el Santos FC de la primera división del Brasileirao Femenino.
Ha sido internacional con la Selección brasileña.

## Biografía
Fabiana juega la temporada 2007-2008 con el club español del Sporting de Huelva. En 2009 y 2010, juega en Estados Unidos con los Boston Breakers.
Debuta con la selección de Brasil en noviembre de 2006 y gana la medalla de plata en los Juegos olímpicos de 2008 en Pekín. También participó en la Copa del mundo de 2011 en Alemania, en los Juegos olímpicos de 2012 y en la Copa del mundo de 2015 en Canadá.
En julio de 2017, ficha por el FC Barcelona.

## Clubes
| Club               | País           | Año             |
| ------------------ | -------------- | --------------- |
| America FC         | Brasil         | 2005-2006       |
| CEPE-Caxias        | Brasil         | 2007            |
| Sporting de Huelva | España         | 2007-2008       |
| Corinthians        | Brasil         | 2008            |
| Boston Breakers    | Estados Unidos | 2009            |
| Boston Aztec       | Estados Unidos | 2009            |
| Boston Breakers    | Estados Unidos | 2010            |
| Santos FC          | Brasil         | 2011            |
| WFC Rossiyanka     | Rusia          | 2011 - 2013     |
| San José EC        | Brasil         | 2013            |
| Tyresö FF          | Suecia         | 2014            |
| Centro Olímpico    | Brasil         | 2014 - 2016     |
| Dalian Quanjian    | China          | 2016            |
| Corinthians        | Brasil         | 2017            |
| F. C. Barcelona    | España         | 2017 - 2018     |
| Wuhan Zall         | China          | 2018 - 2020     |
| SC Internacional   | Brasil         | 2020 - 2022     |
| Santos FC          | Brasil         | 2023 - presente |

### Participaciones en Juegos Olímpicos
| Juegos Olímpicos         | Sede       | Resultado        | Partidos | Goles |
| ------------------------ | ---------- | ---------------- | -------- | ----- |
| Juegos Olímpicos de 2008 | China      | Subcampeón       |          |       |
| Juegos Olímpicos de 2012 | Inglaterra | Cuartos de final | 7        | 1     |

### Participaciones en Copas del Mundo
| Mundial                  | Sede   | Resultado        |
| ------------------------ | ------ | ---------------- |
| Mundial Femenino de 2015 | Canadá | Octavos de final |